# Henri Grandpierre
Henri Grandpierre, né le 28 mars 1856 à Suippes dans la Marne et mort le 17 avril 1906 à Paris 17e, est un architecte français.

## Biographie

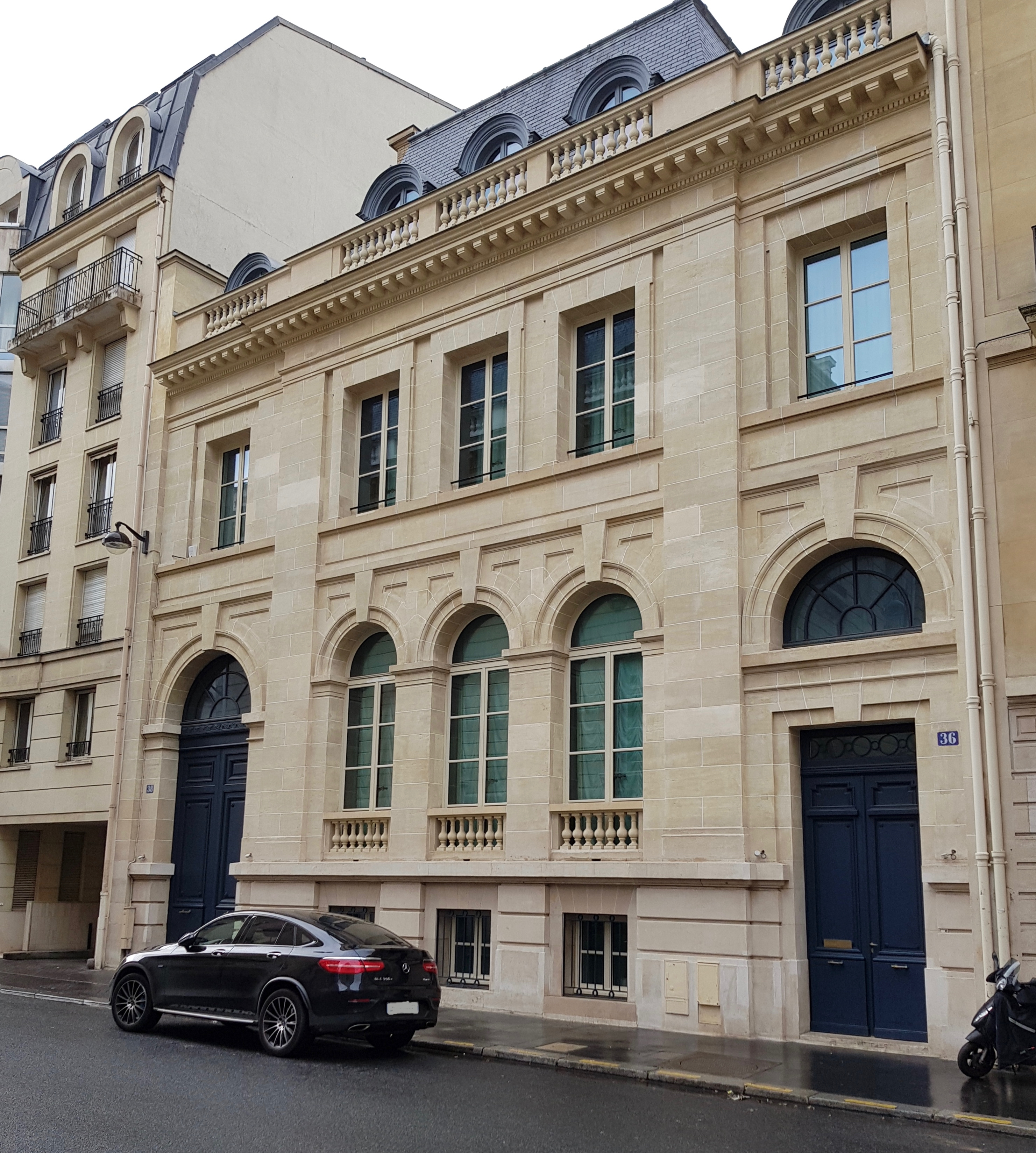
Nos 36-38, rue de la Faisanderie : hôtel de Nanteuil, Paris.

Fils d’un menuisier, Henri Grandpierre voit le jour le 28 mars 1856 à Suippes dans la Marne.
Apprenant son métier, il parcourt l'Angleterre pour étudier l'habitat ouvrier, publie une brochure sur la réforme du logement et construit à Auteuil de jolies petites maisons bon marché.
Il est actif professionnellement entre 1884 et 1905. Il réalise principalement des immeubles de rapport et des hôtels particuliers, souvent de style néoclassique. Son œuvre est notamment visible dans le 16e arrondissement de Paris. Ses réalisations ne sont pas toujours signées. 
Il travaille avec son frère Louis et compte parmi ses collaborateurs l'architecte Joseph Gire.
En 1894, il est membre de la Société des amis des monuments parisiens.
Il se marie à Cannes le 14 février 1906, mais meurt deux mois plus tard.
Il est le père de Victor Grandpierre, l'un des décorateurs de Christian Dior.
À sa mort, il réside dans le 17e arrondissement de Paris, au 1bis, rue d’Offémont (actuelle rue Henri-Rochefort).

## Réalisations

### À Paris
- 27, rue Vernet[6] ;
- 4, rue Benouville[6] ;
- 54, boulevard Flandrin ;
- 30 bis, rue Spontini[7] ;

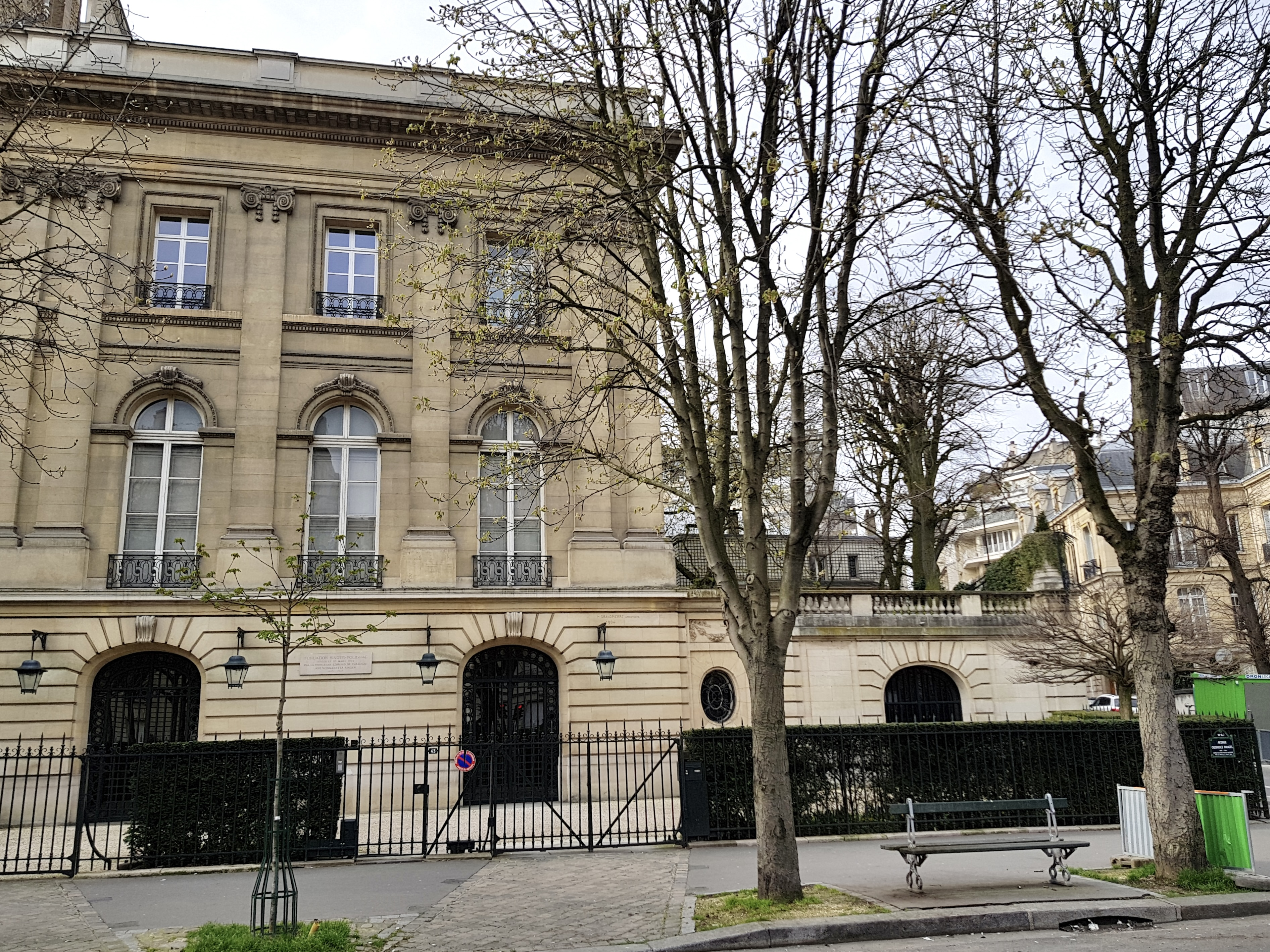
No 43, avenue Georges-Mandel : hôtel de Polignac, Paris.

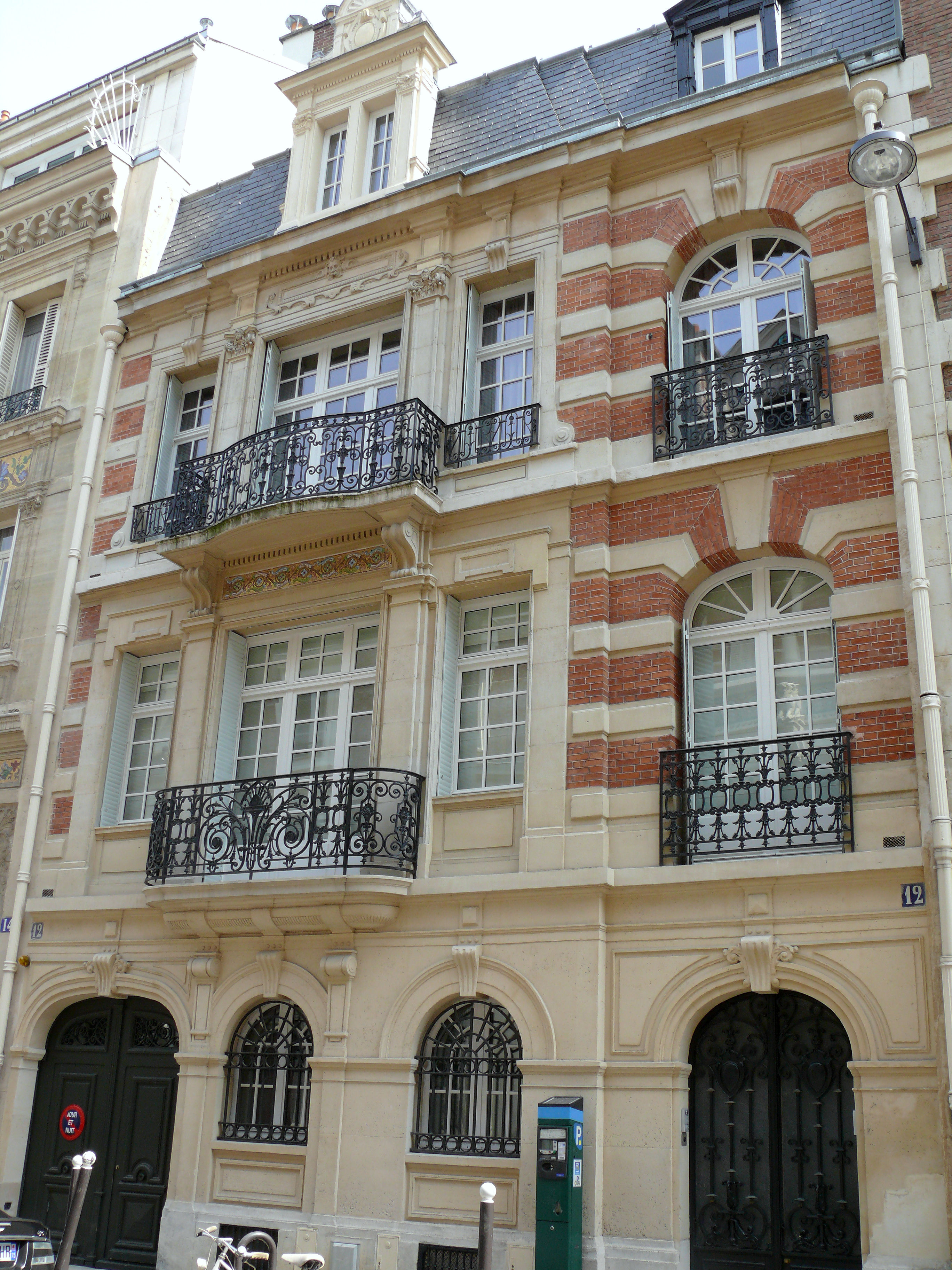
No 12, rue Fortuny.

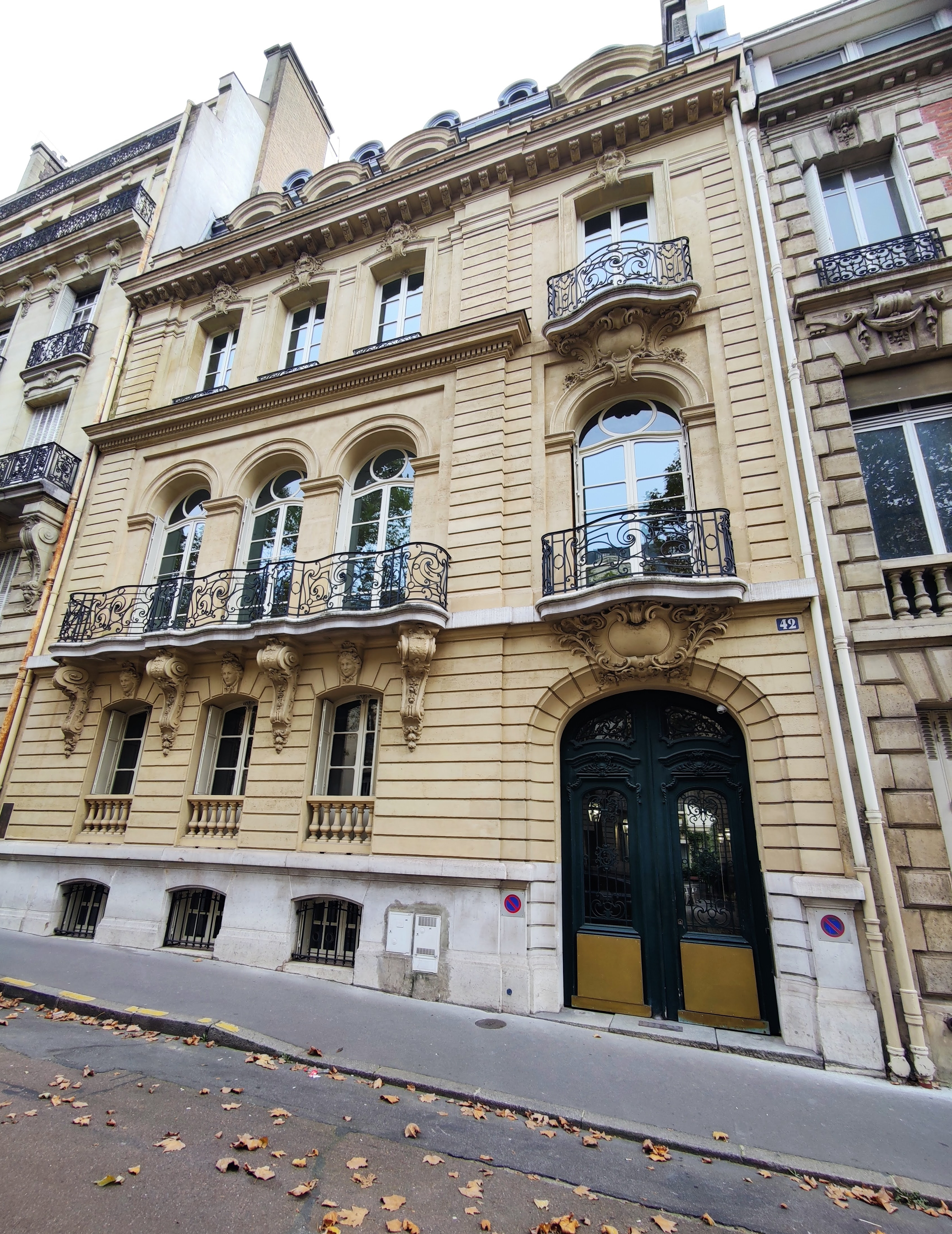
No 42, avenue d'Iéna.

- 6, rue Léonard-de-Vinci : hôtel de Santos (1892)[8] ;
- 12, rue Fortuny (1892) ;
- Réfection de la salle de spectacle parisienne La Cigale (1894) ;
- 42, avenue d'Iéna (1895) ;
- 10, rue Léonard-de-Vinci (1897) ;
- 79 (anciennement 47), rue de la Faisanderie (vers 1898)[9] ;
- 53, rue de la Faisanderie (1899) ;
- 9, rue Léonard-de-Vinci (1901), signé en façade ;
- 36-38, rue de la Faisanderie : hôtel de Nanteuil (1903)[10] ;
- 43, avenue Georges-Mandel : hôtel de Polignac, signé en façade (1904).

### À Barcelone
- El Palau Robert  (1898-1903), en collaboration avec l'architecte catalan Joan Martorell[11].